# Oligarrhena
Oligarrhena es un género con una especies de plantas de flores perteneciente a la familia Ericaceae. Hay una sola especie, Oligarrhena micrantha. 